# 小野勝巳
小野 勝巳（おの かつみ、1974年1月21日 - ）は、日本のアニメーション演出家、アニメーション監督。

## 来歴
主にぎゃろっぷ制作作品での演出を多く担当し、シリーズディレクターで参加した『レジェンズ 甦る竜王伝説』では、ほぼ全話の演出を手がけた。監督としての代表作は『働きマン』や『遊☆戯☆王5D's』。好物はカキである。『遊☆戯☆王5D's』と『遊☆戯☆王ARC-V』では監督を務め、『遊☆戯☆王』のテレビシリーズで監督を2作品担当した唯一の人物である（劇場版の『10thアニバーサリー 劇場版 遊☆戯☆王 〜超融合!時空を越えた絆〜』では監修を担当した）。

## 参加作品

### テレビアニメ

#### 監督
2006年
- 働きマン

2007年
- 優しさと感動のこだま（2007年 - 2008年）

2008年
- 遊☆戯☆王5D's（2008年 - 2011年）

2013年
- ビーストサーガ
- 戦姫絶唱シンフォギアG

2014年
- 遊☆戯☆王ARC-V（2014年 - 2017年）

2015年
- 戦姫絶唱シンフォギアGX

2017年
- 戦姫絶唱シンフォギアAXZ

2019年
- ガーリー・エアフォース
- 戦姫絶唱シンフォギアXV

2020年
- 『ヒプノシスマイク -Division Rap Battle-』Rhyme Anima

2022年
- 骸骨騎士様、只今異世界へお出掛け中
- ふしぎ駄菓子屋 銭天堂

2023年
- キャプテン翼シーズン2 ジュニアユース編
- 『ヒプノシスマイク-Division Rap Battle-』Rhyme Anima +

2024年
- 妖怪学校の先生はじめました!

2025年
- Aランクパーティを離脱した俺は、元教え子たちと迷宮深部を目指す。

#### その他
1996年
- こちら葛飾区亀有公園前派出所（1996年 - 2004年、絵コンテ・演出）

1997年
- マスターモスキートン'99（1997年 - 1998年、絵コンテ・演出）

1998年
- ビーストウォーズII 超生命体トランスフォーマー（1998年 - 1999年、演出）
- LEGEND OF BASARA（演出）

1998年
- おじゃる丸（絵コンテ・演出）

1999年
- 人形草紙あやつり左近（1999年 - 2000年、演出）

2000年
- 遊☆戯☆王デュエルモンスターズ（2000年 - 2004年、絵コンテ・演出）

2001年
- サラリーマン金太郎（演出）

2003年
- 銀河鉄道物語（2003年 - 2004年、絵コンテ）

2004年
- レジェンズ 甦る竜王伝説（2004年 - 2005年、シリーズディレクター、絵コンテ・演出）

2005年
- アニマル横町（2005年 - 2006年、絵コンテ）
- ふしぎ星の☆ふたご姫（2005年 - 2006年、絵コンテ・演出）
- IZUMO -猛き剣の閃記-（演出）
- アイシールド21（2005年 - 2008年、絵コンテ・演出・第5期OP&ED演出）

2006年
- ポケットモンスター ダイヤモンド&パール（2006年 - 2010年、演出）
- 姫様ご用心（絵コンテ）

2007年
- sola（絵コンテ）
- スケッチブック 〜full color's〜（絵コンテ）
- ロケットガール（絵コンテ）
- おおきく振りかぶって（演出）
- 獣神演武 -HERO TALES-（2007年 - 2008年、絵コンテ・演出）

2012年
- 戦姫絶唱シンフォギア（演出・ED絵コンテ・演出）
- ファイ・ブレイン 神のパズル（絵コンテ・演出）
- 輪廻のラグランジェ（演出）
- モーレツ宇宙海賊（絵コンテ）
- 松本零士「オズマ」（演出）
- AKB0048（OP演出、絵コンテ）
- NARUTO -ナルト- 疾風伝（演出）

2013年
- AKB0048 next stage（絵コンテ）
- WHITE ALBUM2（絵コンテ）

2014年
- ノブナガ・ザ・フール（絵コンテ）
- ガイストクラッシャー（絵コンテ）

2016年
- ナンバカ（絵コンテ）

2017年
- 遊☆戯☆王VRAINS（絵コンテ・第2期ED絵コンテ・演出・第3期ED絵コンテ・演出）

2018年
- 博多豚骨ラーメンズ（絵コンテ）
- 重神機パンドーラ（絵コンテ）
- メジャーセカンド（演出）

2019年
- 不機嫌なモノノケ庵 續（絵コンテ）

2020年
- 半妖の夜叉姫（絵コンテ）

2021年
- ウマ娘 プリティーダービー Season 2（絵コンテ）

2024年
- 妖怪学校の先生はじめました!（絵コンテ）

### 劇場アニメ
- こちら葛飾区亀有公園前派出所 THE MOVIE2 UFO襲来! トルネード大作戦!!（2003年）演出
- 10thアニバーサリー 劇場版 遊☆戯☆王 〜超融合!時空を越えた絆〜（2010年）監修・演出

### OVA
- 大YAMATO零号（2004年）絵コンテ、演出
- 遊☆戯☆王5D's 進化する決闘! スターダストVSレッド・デーモンズ（2008年）監修
- オレ様キングダム Kings of My Love（2011年-）監督（3話 - ）
- ショコラの魔法（2012年-）監督（11話 - ）

### Webアニメ
- 異世界居酒屋〜古都アイテーリアの居酒屋のぶ〜（2018年）監督
- 風都探偵（2022年）演出